# Heuberg (Wienerwald)
Der Heuberg ist ein Berg im 17. Wiener Gemeindebezirk Hernals im nördlichen Wienerwald. Er hat eine Höhe von 464 m ü. A.
Er befindet sich südwestlich von Schloss Neuwaldegg und steht in einer Linie mit dem Satzberg, dem Gallitzinberg (siehe Jubiläumswarte) und den Höhen der Kreuzeichenwiese.

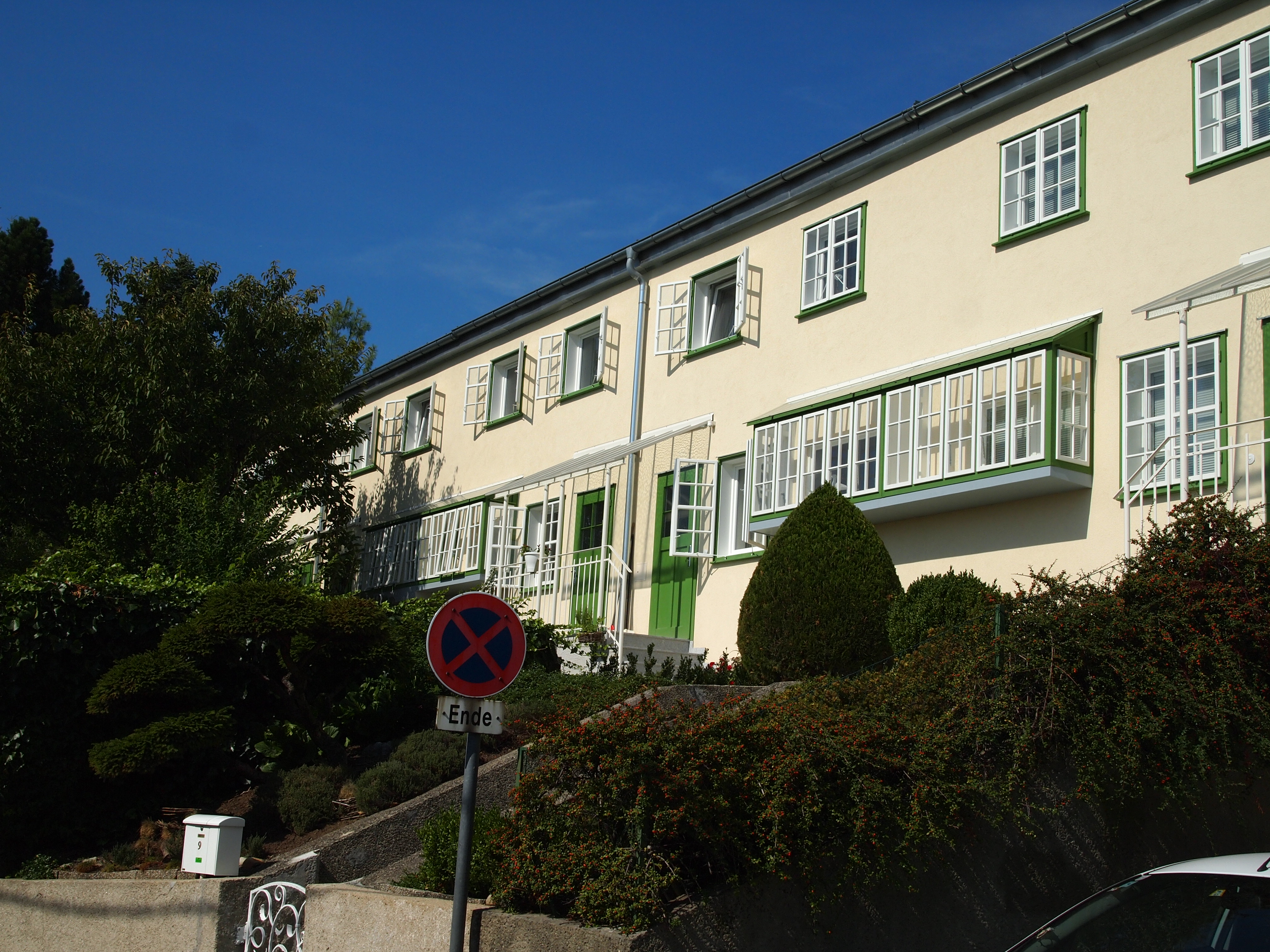
Gebäude der Heubergsiedlung

An der südöstlichen Flanke liegt die Heubergsiedlung, die im Zuge der Siedlerbewegung entstandenen Gebäude sind aber kaum mehr im Original erhalten geblieben. 1921 betraute die Gemeinde Wien Adolf Loos als Chefarchitekten des Siedlungsamtes gemeinsam mit Hugo Mayer mit der Planung der Heuberg-Siedlung. Margarete Schütte-Lihotzky entwarf als Mitarbeiterin von Loos zwei Hauseinheiten.